# United States Census Bureau
United States Census Bureau (USCB, Americký úřad pro sčítání lidu, oficiálně Bureau of the Census) je federální agentura Spojených států amerických, jejímž hlavním cílem je provádět každých deset let sčítání lidu. Kromě toho vykonává různá jiná sčítání a průzkumy. Spadá pod skupinu federálních agentur zvanou Federal Statistical System of the United States (federální statistický systém), která je zodpovědná za poskytování statistických dat o obyvatelstvu a ekonomice.
Agentura vznikla v roce 1903, v roce 2015 měla kolem 12 000 zaměstnanců. Sídlem USCB je Suitland-Silver Hill ve státě Maryland.